# Caprio (torrente)
Il torrente Caprio è un affluente di sinistra del fiume Magra, in Toscana, nella provincia di Massa-Carrara, nel comune di Filattiera. La sua sorgente si trova a 1 831 m s.l.m., sul Monte Orsaro, nell'Appennino Tosco-Emiliano.